# Dienia
Dienia es un género  de orquídeas, de la tribu Malaxideae de la subfamilia (Epidendroideae). Comprende 19 especies descritas y de estas, solo 6 aceptadas. Es originaria de Asia y Oceanía.

## Taxonomía
El género fue descrito por  John Lindley  y publicado en Botanical Register; consisting of coloured . . . 10: , ad pl. 825. 1824.

## Especies aceptadas
A continuación se brinda un listado de las especies del género Dienia aceptadas hasta marzo de 2013, ordenadas alfabéticamente. Para cada una se indica el nombre binomial seguido del autor, abreviado según las convenciones y usos.
- Dienia carinata Rchb.f.
- Dienia cylindrostachya Lindl.
- Dienia ophrydis (J.König) Seidenf.
- Dienia seidenfadeniana Szlach., Marg. & Rutk.
- Dienia truncicola (Schltr.) M.A.Clem. & D.L.Jones
- Dienia volkensii (Schltr.) M.A.Clem. & D.L.Jones